# 女郎蜘蛛 (ゲーム)
『女郎蜘蛛』は、アダルトゲーム会社PILにより1997年に発売されたアダルトゲームソフトシリーズ。本稿では1998年に登場したWindows版を中心に説明する。

## 歴史
- 1997年、PC-98版『女郎蜘蛛〜呪縛の牝奴隷達〜』として1月発売。その後、2007年発売のコアマガジン社刊『遊べる!!美少女ゲームクロニクル《PC98編》』付録DVDに収録。
- 1997年9月にベストセラーズのBESTゲームノベルスSERIESで、小説『女郎蜘蛛〜呪縛の牝奴隷達〜』として刊行（原作：PIL／著：楠木誠一郎）。
- 1998年4月13日にWindows版『女郎蜘蛛〜呪縛の牝奴隷達〜』として発売され、2002年6月21日に『女郎蜘蛛〜真伝〜』としてリニューアル発売された。

## 概要
ゲームパートは昼間と夜間に分かれている。昼間はゲーム世界内を移動しキャラクターとの会話イベントなどをこなし、夜間は女性キャラクターへの調教などを行う。調教内容は縄による緊縛が中心となっている。
調教結果、及びゲーム内での選択肢によるマルチエンディング。ヒロインの調教状況はパラメーターが明示されるが、主人公の性格は隠しパラメーターとなっており、当初は純情だった主人公が自分の意思を守るか、状況に流されて邪悪な性格になるかでエンディングが大きく左右される。

## ストーリー
時は大正で異常に暑い夏。高額な収入につられ、明確な内容を指示されないまま帝大生・蒲生鉄哉は北畠家の書生として働くことになる。だが、本当の仕事は、北畠家の女達を縄で縛り、調教することだと明かされる。

## 登場人物
蒲生 鉄哉（がもう てつや）
主人公で、帝国大学に通う大学生。住み込みでの資料整理のアルバイトのため、北畠家を訪れる。
北畠 蝶子（きたばたけ ちょうこ）
声：岡田まみ
身長157cm B77 / W56 / H80
北畠家の長女。実子でありながら初等教育以外受けさせてもらえず、周囲からほぼ公然と使用人とみなされ、粗雑な扱いを（特に伊佐治と弥平から）されている少女。
北畠 茉莉絵（きたばたけ まりえ）
声：神崎ちひろ
身長157cm B85 / W58 / H84
北畠家の次女。父親を慕っており、彼の死亡と同時にアメリカから帰国。愛犬ロシナンテを飼っている。姉とは違って天真爛漫で表情豊か。
北畠 未砂緒（きたばたけ みさお）
声：紫苑みやび
身長164cm B92 / W63 / H85
北畠家の未亡人。蝶子と茉莉絵の母。伊佐治を愛人にしている。
中畑 伊佐治（なかはた いさじ）
声：一条和矢
北畠家の後見人。卵と薀蓄が大好きな詐欺師。会社を幾つも作っては、悪質な手口で客を集めて逃げており、本作では北畠家の乗っ取りを企んでいる。中年で独身。蝶子を心の底から嫌っているが、未砂緒に対しては本気。茉莉絵からは嫌われている。「伊佐治」の名を気に入っておらず「正義(まさよし)」という通名を用いている。
那賀川 義男（なかがわ よしお）
声：金剛一恵
北畠家の主、清邦の腹心の部下。蝶子を心配している。
北川 弥平（きたがわ やへい）
北畠家に忠実な執事。元軍人。物腰は丁寧だが蝶子にだけは冷たく当たる。
松川 よね（まつかわ よね）
声：三島由紀
女中。無愛想だが、蝶子を心配している。
北畠 清邦（きたばたけ きよくに）
北畠家の当主。未砂緒の婿養子として入った北畠家を盛り立てた稀代の実業家であり優れた医学者でもあったが、研究所の火災で負った傷が元で死亡。

## スタッフ
- 原画：さくらめーる
- シナリオライター：丸谷秀人

### イメージソング（PC-98版）
「こ・わ・れ・も・の〜蝶子のテーマ〜」
歌：北畠蝶子
「女郎蜘蛛」
歌：北畠蝶子

### 主題歌（女郎蜘蛛〜真伝〜）
「うたかた」
作詞：丸谷秀人／作・編曲：細江慎治／歌：江幡育子

## 関連書籍
- 小説版『女郎蜘蛛　呪縛の牝奴隷達』ベストセラーズより1997年9月発売。ISBN 978-4584153369
- 『遊べる!!美少女ゲームクロニクル《PC98編》』コアマガジンより2007年10月発売。ISBN 978-4862522375